# Carl Sternberg
Carl Sternberg (Viena, 20 de novembro de 1872 — Caríntia, 15 de agosto de 1935) foi um médico austríaco. Ficou conhecido principalmente pela descoberta da célula de Reed-Sternberg, juntamente com Dorothy Reed Mendenhall.